# 氷川神社 (さいたま市見沼区深作)
氷川神社（ひかわじんじゃ）は、埼玉県さいたま市見沼区の神社。

## 歴史
創建年代は不明である。ただ江戸時代後期の地誌『新編武蔵風土記稿』に記載されていることから、その頃には既に存在していたものと推測される。同市同区春岡の覚蔵院が別当寺であった。覚蔵院では、当社境内に庵を建てて、担当の僧侶を常駐させるなど、かなりしっかりした神社運営がなされていたという。
1873年（明治6年）、近代社格制度に基づく「村社」に列せられ、1908年（明治41年）の神社合祀により、周辺の11社が合祀された。

## 交通アクセス
- 七里駅または岩槻駅より徒歩31分。